# نظرية المونتاج السوفيتي
نظرية المونتاج السوفيتي هي نهج لفهم وإنشاء السينما التي تعتمد بدرجة كبيرة على التحرير (المونتاج فرنسي ل «التجميع» أو «التحرير»). إنها المساهمة الرئيسية لمنظري أفلام السوفييت في السينما العالمية، وجلبت الشكلية للتأثيرعلى صناعة الأفلام.
مع أن صانعي الأفلام السوفييت في عشرينيات القرن الماضي اختلفوا حول كيفية عرض المونتاج بالضبط، إلا أن سيرجي أيزنشتاين وضع علامة على مذكرة اتفاق في «نهج جدلي لشكل الفيلم» عندما أشار إلى أن المونتاج هو «عصب السينما»، وأن «تحديد طبيعة المونتاج هو حل المشكلة المحددة للسينما». نفوذها بعيد المدى تجاريًا وأكاديميًا وسياسيًا. يستشهد ألفريد هيتشكوك بالتحرير (والمونتاج بأسلوب غير مباشر) باعتباره العمود الفقري لصناعة الأفلام الجديرة بالاهتمام. في الواقع، يظهر المونتاج في غالبية أفلام الخيال السردي المتاحة اليوم. اعتمدت نظريات أفلام ما بعد الاتحاد السوفيتي على نطاق واسع على إعادة توجيه المونتاج لتحليل الأفلام نحو اللغة، وهي قواعد اللغة الحرفية للفيلم. الفهم السيميائي للفيلم، على سبيل المثال، مدين له وعلى النقيض من نقل سيرجي أيزنشتاين الوحشي للغة «بطرق جديدة تمامًا». في حين أن العديد من صانعي الأفلام السوفييت، مثل ليف كوليشوف ودزيغا فيرتوف وإسفير شوب وفسيفولود بودوفكين قدموا تفسيرات لما يشكل تأثير المونتاج، أصبحت وجهة نظر أيزنشتاين بأن «المونتاج فكرة تنشأ من تصادم اللقطات المستقلة» حيث «ينظر إلى كل عنصر متسلسل ليس بجانب الآخر، ولكن فوق الآخر» أصبحت مقبولة على نطاق واسع.
كان إنتاج الأفلام -بطريقة صنعها وتحت أي ظروف- ذا أهمية حاسمة للقيادة السوفيتية وصانعي الأفلام. اعتبرت الأفلام التي ركزت على الأفراد بدلا من الجماهير معادية للثورة، ولكن ليس على سبيل الحصر. كان التجميع لصناعة الأفلام أمرا أساسيا في التحقيق البرنامجي للدولة الشيوعية. صاغ كينو آي مجموعة أفلام ونشرات إخبارية سعت إلى تفكيك المفاهيم البرجوازية للفن فوق احتياجات الشعب. اندمج العمل والحركة وآلة الحياة اليومية للمواطنين السوفييت في محتوى وشكل وطابع إنتاج ذخيرة عين كينو.
كان التأثير الأكبر، بدءًا من ثورة أكتوبر 1917 وحتى أواخر الخمسينيات (غالبًا ما يشار إليه باسم عهد ستالين)، قد أدى إلى ظهور لغة سينمائية في المقدمة ووفر أساسًا لتقنيات التحرير والأفلام الوثائقية المعاصرة، فضلاً عن توفير نقطة انطلاق. لمزيد من النظريات المتقدمة.

## سيرجي أيز نشتاين
مخرج سينمائي سوڤيتي روسي، يعتبره المتخصصون “أبو المونتاج”، اشتهر بفيلمه الصامت “الإضراب” 1924، “السفينة الحربية پوتمكن” 1925 و”أكتوبر” 1927، وملحمته التاريخية “ألكسندر نڤسكي” 1938 و”إيڤان الرهيب” 1944ـ 1958. ولد في 1898 في مدينة ريگا بمقاطعة لاتڤيا. في أسرة غنية، وقبل وصوله لسن العاشرة كان يتقن اللغات الروسية والألمانية والانجليزية والفرنسية، وأحب الرسم، ودرس الهندسة  ومع قيام الثورة البلشفية في روسيا ترك دراسة الهندسة وعمل رساما بإحدى الصحف ثم أنضم إلى الجيش الأحمر، وكان والده منضما لصفوف الجيش “الأبيض” أي يقاتل مع قوات الثورة المضادة. ترك “أيزنشتاين” الخدمة في الجيش وأسس فرقة مسرحية وشرع في إخراج المسرحيات، وشارك في تصميم قطارات الدعاية الشهيرة للثورة، كما عمل مصمما للديكور المسرحي لفترة. وكان أيزنشتاين منحازا في أعماله المسرحية إلى الاتجاه الطليعي الذي رفض مفهوم الواقعية التقليدية، في وقت كان الصراع مشتد بين أنصار الواقعية، وأعضاء فرقة المسرح الطليعي بموسكو. وتأثر بأفكار عصر النهضة عن الحيز والمساحة، ودرس أعمال ليوناردو داڤنشي وتأثر بما كتبه فرويد عن دافنشى. وقد حاول أن يصلح ما أحسه من تشوه للمساحة والحيز نتيجة التكنولوجيا في إخراج  للأفلام، حاول أن يفهم يدمج الأحاسيس في عصر الآلة مع روح فن القرن السادس عشر في إيطاليا، ذلك الفن الذي سُمى الكواتروسنتو. وحين كان مجندا في الجيش الأحمر، عمل في تنظيم وبناء النظام الدفاعي، كما بدأ مشواره الفني كسينمائي عبر إنتاج أفلام تروج للجنود، ثم اكتشف ان الحياة العسكرية غير مناسبة له. دخل مسرح البرولتكولت 1920 وهو مسرح العمال السوڤيتى، في موسكو وعمل مهندسا مساعدا للديكور، ثم مخرجا، وفي جميع أعماله كان متمسكا بمهامه السياسية، حتى بعد أن أصبح مخرجا سينمائيا معروفا، في ذلك الوقت كان أعضاء المسرح الطليعي يتبنون النظرية التركيبية وهي تنادي بتفتيت جوانب العمل المسرحي إلى قطع صغيرة، تضم وفق رؤية المخرج وتصوراته عن العمل.

## المونتاج الفكري
في كتاباته اللاحقة، يجادل آيزنشتاين بأن المونتاج، وخاصة المونتاج الفكري، هو نظام بديل للتحرير المستمر. وجادل بأن «المونتاج هو صراع» (الدلالي) حيث تظهر الأفكار الجديدة من تصادم تسلسل المونتاج (التركيب) وحيث الأفكار الجديدة الناشئة ليست فطرية في أي من صور التسلسل المحرر. مفهوم جديد ينفجر في الوجود. وهكذا فإن فهمه للمونتاج يوضح الديالكتيك الماركسي. 
ظهرت مفاهيم مشابهة للمونتاج الفكري خلال النصف الأول من القرن العشرين، مثل التصور في الشعر (على وجه التحديد طريقة باوند الأيدولوجي)، أو محاولة التكعيبية لتجميع وجهات نظر متعددة في لوحة واحدة. كانت فكرة الصور الملموسة المرتبطة بإنشاء صورة جديدة (غالبًا ما تكون مجردة) جانبًا مهمًا من فن الحداثة المبكر.
يربط أيزنشتاين هذا ب «الكتابة» غير الأدبية في مجتمعات ما قبل القراءة والكتابة، مثل الاستخدام القديم للصور والصور بالتسلسل، وعلى هذه فهي في «صراع». نظرا لأن الصور تتعلق ببعضها البعض، فإن تصادمها يخلق معنى «الكتابة». وبالمثل، يصف هذه الظاهرة بأنها مادية جدلية.
جادل أيزنشتاين بأن المعنى الجديد الذي نشأ عن الصراع هو نفس الظاهرة الموجودة في سياق الأحداث التاريخية للتغيير الاجتماعي والثوري. استخدم المونتاج الفكري في أفلامه الروائية الطويلة (مثل السفينة الحربية بوتيمكين وأكتوبر) لتصوير الوضع السياسي المحيط بالثورة البلشفية.
كما أنه يعتقد أن المونتاج الفكري يعبر عن كيفية حدوث عمليات التفكير اليومية. بهذا المعنى، سيشكل المونتاج في الواقع أفكارًا في أذهان المشاهد، وبذلك فهو أداة قوية للدعاية.
يتبع المونتاج الفكري تقليد مسرح بروليتكولت الروسي الأيديولوجي الذي كان أداة للتحريض السياسي. في فيلمه سترايك، يتضمن آيزنشتاين تسلسلاً مع تحرير مقطوع بين ذبح ثور ومهاجمة الشرطة للعمال. وهو بذلك يخلق استعارة فيلمية: العمال المعتدى عليهم = ثور مذبوح. التأثير الذي كان يرغب في إنتاجه لم يكن مجرد عرض صور لحياة الناس في الفيلم ولكن الأهم من ذلك هو صدمة المشاهد لفهم واقع حياتهم. لذلك، هناك توجه ثوري لهذا النوع من صناعة الأفلام.
ناقش أيزنشتاين كيف يوجد مثال مثالي لنظريته في فيلمه أكتوبر، الذي يحتوي على تسلسل يرتبط فيه مفهوم «الله» بالهيكل الطبقي، ويتم تحرير الصور المختلفة التي تحتوي على إيحاءات للسلطة السياسية والألوهية معًا بترتيب تنازلي من الإعجاب بحيث تصبح فكرة الله مرتبطة في نهاية المطاف بكتلة من الخشب. كان يعتقد أن هذا التسلسل جعل عقول المشاهد ترفض تلقائيًا جميع الهياكل الطبقية السياسية.